# Baeoura irula
Baeoura irula är en tvåvingeart som beskrevs av Alexander 1966. Baeoura irula ingår i släktet Baeoura och familjen småharkrankar. Inga underarter finns listade i Catalogue of Life.